# Épiaire
Stachys
Genre
Classification phylogénétique
Les épiaires ou stachides (Stachys en latin) sont un genre de plantes à fleurs de la famille des Lamiacées. Ce sont des plantes herbacées vivaces, parfois bisannuelles ou annuelles. Il en existe environ 300 espèces réparties un peu partout à travers le monde, sauf en Océanie.

## Origine du nom générique et onomastique
Les épiaires ont été groupées dans le genre Stachys (prononcé en français stakis, du grec ancien στάχυς, stákhus, « épi ») par Carl von Linné dans Species Plantarum en 1753.

## Principales espèces
- Stachys affinis Bunge - Crosne du Japon
- Stachys albereana Neyraut & Debeaux - Épiaire des Albères
- Stachys alopecuros (L.) Benth.
- Stachys alpina L. - Épiaire des Alpes
- Stachys annua (L.) L. - Épiaire annuelle
- Stachys arvensis (L.) L. - Épiaire des champs
- Stachys atherocalyx K.Koch
- Stachys brachyclada Noe ex Coss. - Épiaire à rameaux courts
- Stachys byzantina K.Koch - Épiaire de Byzance, épiaire laineuse
- Stachys canescens Bory & Chaub.: Endémique au Peloponnèse
- Stachys coccinea Jacq. - Épiaire écarlate
- Stachys corsica Pers. - Épiaire de Corse
- Stachys cretica L.
- Stachys chrysantha Boiss. & Heldr.
- Stachys decumbens Benth.
- Stachys germanica L. - Épiaire blanche, Épiaire d'Allemagne
- Stachys glutinosa L. - Épiaire poisseuse
- Stachys graeca Boiss. & Heldr.
- Stachys heraclea All. - Épiaire d'Héraclée
- Stachys macrantha (K. Koch) Stearn
- Stachys maritima Gouan
- Stachys marrubiifolia Viv. - Épiaire à feuilles de Marrube
- Stachys monieri (Gouan) P.W.Ball
- Stachys ocymastrum (L.) Briq. - Épiaire hérissée
- Stachys officinalis (L.) Trévis. - Épiaire officinale
- Stachys palustris L. - Épiaire des marais
- Stachys pradica (Zanted.) Greuter & Pignatti - Épiaire du mont Prada
- Stachys recta L. - Épiaire droite
- Stachys riederi
- Stachys spreitzenhoferi Heldr. : Endémique du sud de la Grèce.
- Stachys sylvatica L. - Épiaire des bois
- Stachys tenuifolia Willd. - Épiaire à feuilles minces.